# Tomaspis quadrifera
Tomaspis quadrifera är en insektsart som beskrevs av Jacobi 1908. Tomaspis quadrifera ingår i släktet Tomaspis och familjen spottstritar. Inga underarter finns listade i Catalogue of Life.